# 올 라이즈
《올 라이즈》(영어: All Rise)는 미국의 법률 드라마이다. 2019년 9월 23일 CBS에서 처음 방송되었다.